# Majin and the Forsaken Kingdom
«Majin and the Forsaken Kingdom» (яп. 魔人と失われた王国 Маджін то ушіванарета укоку) — пригодницька фентезійна відеогра у жанрі головоломки, розроблена студією Game Republic та видана Namco Bandai Games на приставки Xbox 360 та Playstation 3.

## Сюжет
Історія починається у королівстві Кумаркай (Q'umarkaj) котрого раптово поглинула «Темрява», перетворивши колись блискучі палаци і сади в руїни, та поховавши під собою його колишню велич. Багато хто намагався чинити опір поступовій експансії «Темряви» по королівству але всі спроби були марні. Сто років потому, один юний крадій з лісної глушини вирішив спробувати своє щастя і пробратися в таємничі руїни щоб врятувати колишнього міфічного сторожа Мадзина, та вигнати сили зла зі зруйнованого королівства.

## Геймплей
Гра поєднює у собі головоломку та екшн платформер у суміші з атмосферними баталіями. Гравець контролює юного крадія Тепеу, Мадзин підпордкований штучним інтелектом. Але при цьому гравцю у процесі гри необхідно давати йому накази, що сприяє вирішенню головоломок або у битві з ворогом.
Поступово у процесі гри Теотль буде повертати свої здібності, як-от можливість видихати вогонь або випускати електричний струм, що допоможе у розв'язувані більшої кількості головоломок.

## Відгуки
| Агрегатор  | Оцінка | Оцінка |
| Агрегатор  | PS3    | X360   |
| ---------- | ------ | ------ |
| Metacritic | 72/100 | 74/100 |

| Видання                            | Оцінка | Оцінка |
| Видання                            | PS3    | X360   |
| ---------------------------------- | ------ | ------ |
| Destructoid                        | Н/Д    | 9.5/10 |
| Edge                               | 7/10   | Н/Д    |
| Eurogamer                          | 7/10   | 7/10   |
| Game Informer                      | 8/10   | 8/10   |
| GamePro                            | Н/Д    | [ 10 ] |
| GameRevolution                     | C      | C      |
| GameSpot                           | 7/10   | 7/10   |
| GameTrailers                       | Н/Д    | 7.1/10 |
| GameZone                           | Н/Д    | 7/10   |
| IGN                                | 7/10   | 7/10   |
| Joystiq                            | [ 16 ] | Н/Д    |
| Official Xbox Magazine (США)       | Н/Д    | 7.5/10 |
| PlayStation: The Official Magazine | 7/10   | Н/Д    |

Гра отримала переважно схвальні відгуки. На Metacritic гра отримала "переважно позитивні" відгуки на обох платформах.
"The Daily Telegraph" оцінив версію гри на X360 в 9 очок з 10 і назвав її "одним із найбільш запам'ятовуваних та приємних ігор, у яку я зіграв у цьому році". The A.V. Club оцінив PS3-версію на B- і сказав, що хоча гра «не є виключно для дітей», але текст та голоси у цій грі часто безглузді до сміху».